# Дјелидба
„Дјелидба” је југословенски ТВ филм из 1991. године. Режирао га је Фарук Пирагић а сценарио је написан по делу Скендера Куленовића.

## Улоге
| Глумац            | Улога        |
| ----------------- | ------------ |
| Сенад Башић       | Суљо Сејдић  |
| Миленко Горановић | Анте Брекало |
| Наташа Иванчевић  | Рабија       |
| Драган Јовичић    | Тривун Срдић |
| Стјепан Марковић  | Стеван Гак   |
| Енвер Петровци    | Туфко Ћук    |
| Фарук Софић       | Јозица       |
| Боро Стјепановић  | Помоћна Сила |
| Миодраг Трифунов  | Мухтар       |
| Миралем Зупчевић  | Зецирага     |